# 마작

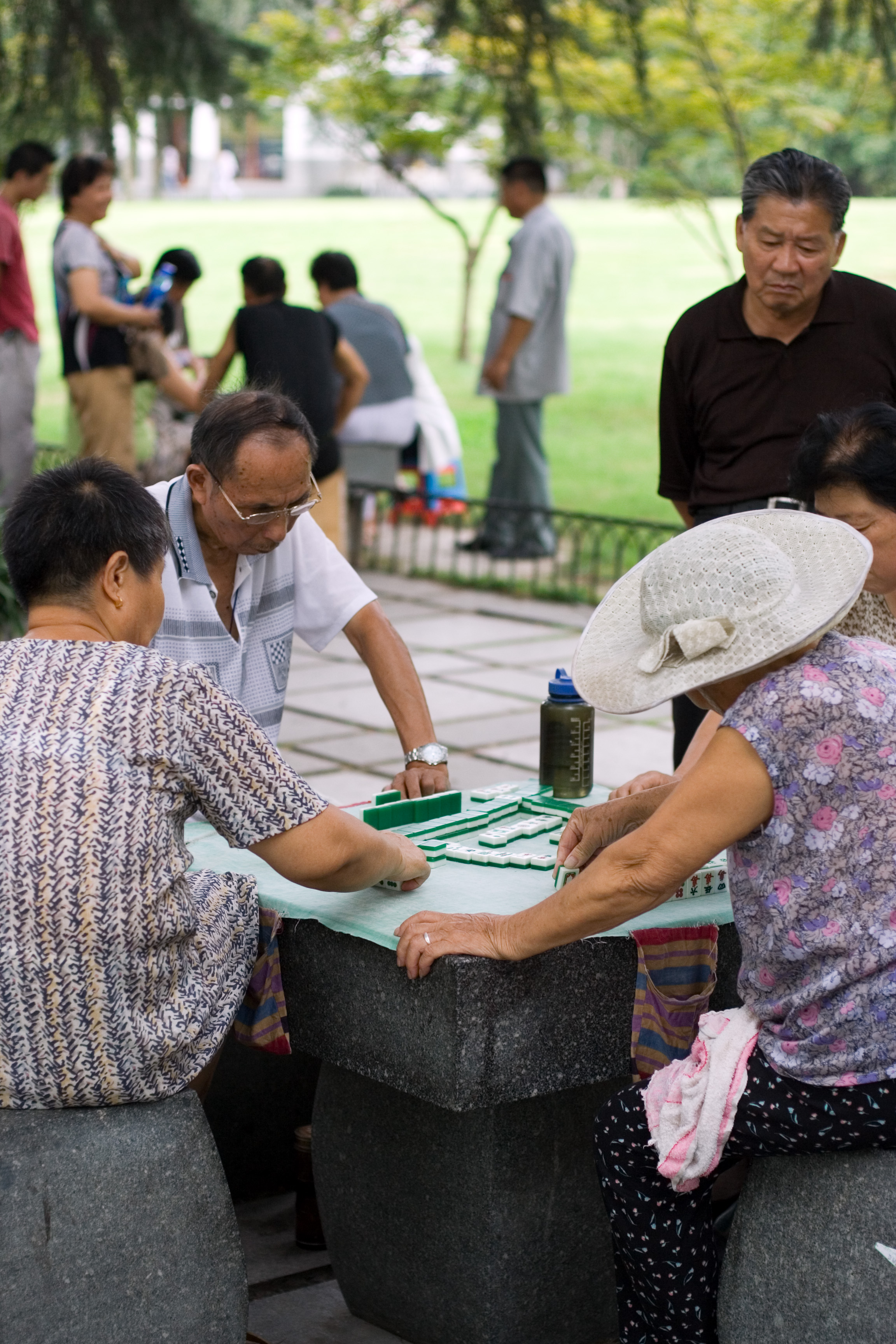
중국 항저우에서 마작을 즐기는 노인들의 모습.

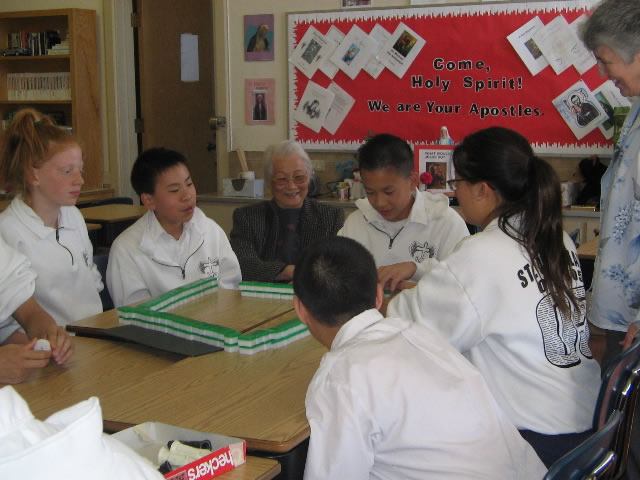
마작을 배우는 미국 학생들.

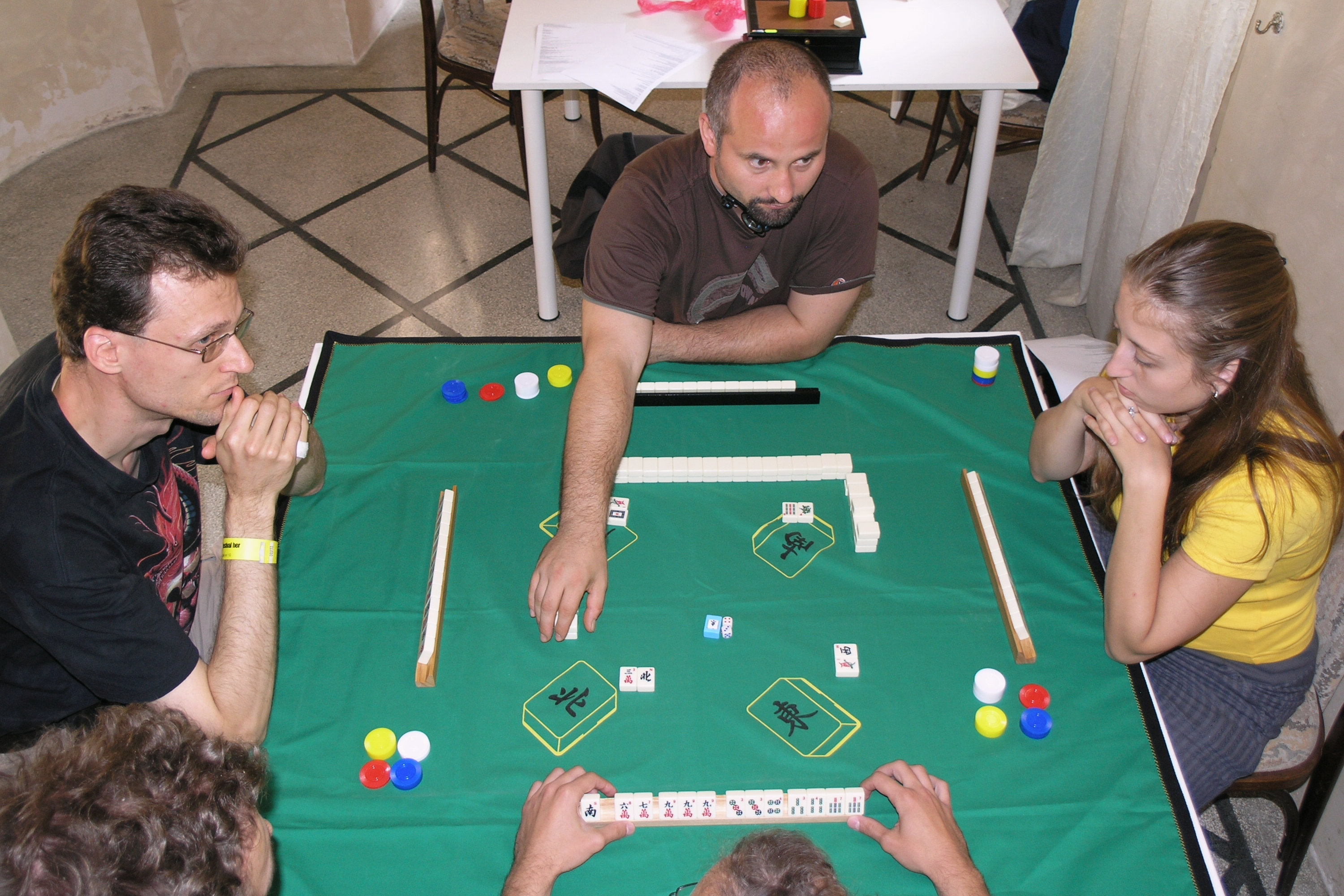
체코의 마작 대회 장면

마작 또는 마장(麻雀, 麻將, Mahjong)은 중국에서 기원하여 일본 등 동아시아 각지에서 발달된 4인용 보드 게임이다.
136개 이상의 패로 4명이 하는 게임으로서, 처음에 패를 보이지 않게 쌓은 후 각자 13개씩 패를 뽑고 시작하여, 차례가 돌아올 때마다 새로 패를 하나씩 뽑은 후 가지고 있는 14개의 패 중 하나를 버리는 방식으로 게임이 진행된다.
명나라 때부터 마작의 원형이 시작되었으며, 청나라 때는 기독교 선교사들을 통해 소개된 서양의 플레잉카드의 영향도 받아들였다. 청 말기 태평천국을 평정한 한족 신사층에 의해 전 중국에 퍼졌다. 비슷한 시기 중국을 여행한 일본인들에 의해 일본에도 마작이 소개되었으며, 이때 비로소 마작이 체계적으로 발달되었다.
마작은 기본적으로 기술과 전략과 계산력을 요하는 두뇌 게임이지만 운의 요소 또한 승패를 크게 좌우하며 중화인민공화국, 일본, 중화민국을 비롯한 한자 문화권에서 널리 행해지고 있다. 

## 구성물
마작을 하기 위해서는 마작패와 현재 점수를 표시하기 위한 칩 혹은 점수봉(리치봉)이 필요하며 순서 결정 등에 주사위 두 개가 쓰인다.
마작패는 개수는 나라에 따라 다르다. 모든 종류의 마작패를 사용하는 중국마작은 144개, 일본마작은 꽃패를 사용하지 않아 136개, 한국마작은 삭수패를 사용하지 않고 꽃패 중 춘하추동의 4개만을 사용하여 104개이다.
마작패는 수패와 자패, 꽃패의 3종류로 이루어진다.

### 수패
수패(數牌)는 1부터 9까지의 숫자가 표시된 패이며 만수패, 통수패, 삭수패 세 종류가 있다.
- 만수패(萬數牌): 1만(一萬)부터 9만(九萬)까지 한자로 표시되어 있다.

- 통수패(筒數牌): 동그라미의 숫자에 따라 1통부터 9통까지 9종류가 있다.

- 삭수패(索數牌): 1삭은 참새 또는 공작이 그려져 있으며, 2삭~9삭은 대나무로 그 수가 표기되어 있다. 한국 마작에서는 사용되지 않는 패이다.

수패 중 2부터 8까지의 숫자에 해당하는 것을 중장패(中張牌)라고 하며, 1과 9를 노두패(老頭牌)라고 한다.

### 자패
자패(字牌)는 풍패와 삼원패로 이루어진다.
- 풍패(風牌) 또는 바람패: 동(東), 남(南), 서(西), 북(北) 네 종류의 바람패가 있다.

- 삼원패(三元牌): 백판(白板), 녹발(綠發), 홍중(紅中)의 세 종류가 있으며 줄여서 백, 발, 중으로 부른다.

- 백패는 중국마작의 경우 창틀 모양의 문양이 있으며, 일본마작의 경우 아무 무늬도 없다.

자패와 노두패를 합친 13종류의 패를 요구패(幺九牌)라고 한다.

### 꽃패
일본마작에서는 사용하지 않는 패로서 매난국죽(梅蘭菊竹)과 춘하추동(春夏秋冬)의 여덟 가지 패가 하나씩 존재한다.
- 사군자: 중국마작에서 사용한다.

- 계절패: 한국마작 · 중국마작에서 사용한다.

## 일본마작의 시작준비
네 명이 원형으로 앉아 친(일본어: 親 오야[*])을 정하고 자리에 앉는다. 친을 제외한 나머지 사람은 모두 자(子)가 된다. 친을 동가(東家)라 하며, 여기서부터 반시계 방향으로 남가, 서가, 북가라고 칭한다. (방위의 동서남북과 동일하다) 또한 자신을 중심으로 먼저 패를 내는 사람을 상가(上家), 마주보고 있는 사람을 대가(對家), 자신보다 나중에 내는 사람을 하가(下家)라고 한다.
친을 정하는 방법은 여러 가지 방법이 있는데 주사위를 던져서 정하는 법이 있고, 풍패의 동 남 서 북 네개의 패를 뒤집어 놓고 섞어서 뽑는 방법이 있다. 위의 방법으로 어느 한사람이 임시로 친을 맡아서 그 사람이 주사위를 던져서 정하는 방법이 있다. 약식으로 진행할 경우 가위바위보 등의 다양한 방법이 있을 수 있다.
주사위는 일반 육면체 주사위 2개를 굴리거나, 마작용 십이면체 주사위를 굴린다. 1이 나오면 동가, 2가 나오면 그 오른쪽의 남가… 와 같이 해당하는 사람을 의미한다.
한국마작연맹에서는 다음과 같은 방법을 사용한다.
1. 동, 남, 서, 북의 패를 섞은 후에 하나씩 골라 순서대로 자리에 앉는다.
2. (임시) 동가가 된 사람이 주사위를 굴린다.
3. 주사위의 눈에 해당하는 사람이 정식 친이 된다.

친이 정해졌으면 패산을 쌓는다. 패를 흩뜨려서 섞은 다음에, 위에서 봤을 때 사각형 모양이 되도록 각자의 앞에 2층으로 패산을 쌓는다. 중국마작의 경우 한 층에 18개, 일본마작은 17개, 한국마작은 13개씩 쌓으면 된다. 일본마작에서는 마지막 패산의 14개 패는 게임에서 쓰지 않는다. (중국마작과, 한국마작에서는 끝까지 사용한다.) 이를 왕패(영상패;嶺上牌)라고 부르고 왕패에서 왼쪽 3번째 패를 공개한다. 공개된 패의 다음 패가 도라패가 된다.
패산을 쌓았으면 개문(배패)을 한다. 먼저 친이 주사위를 굴려 개문할 패산을 정한다. 해당하는 사람이 다시한번 주사위를 굴려서 개문할 패산의 오른쪽에서 주사위의 눈 만큼 떨어진 패부터 배패를 시작한다. 예를 들어 7,8이 나왔다면 서가의 패산의 오른쪽에서 8번째 패부터 배패를 시작한다. 먼저 친이 패를 4개 가져가며, 반시계방향으로 그다음 4개를 가져간다. 이 행위를 3번 반복한다. 각자의 패가 12개가 되었을때, 차례대로 하나씩 더 가져온다. 그리고 마지막으로 친이 1개 더 가져간다.
친의 손패가 14개, 자의 손패가 13개가 되었다면 배패가 끝난다.

## 진행 및 종료
한 게임에서 한 명의 참가자가 패를 완성하여 점수를 받는 것을 ‘오름’ 또는 ‘화료’라고 칭한다.
몸통이 될 총 4개의 조와 더불어 머리가 될 동일한 두 개의 패가 추가적으로 있어서 총 14개의 패를 확보해야 오를 수 있다. 패가 몸통의 한 조를 이루는 조건은 다음과 같다.
1. 같은 종류의 수패로 연속된 3가지 패가 있을 경우. 이 경우를 샹(중국어: 上), 츠(중국어: 吃, 병음: chī, 일본어: チー 치[*]) 또는 슌쯔(중국어 정체자: 順子, 병음: shùnzǐ)라고 한다.
2. 동일한 패 3개가 확보될 경우. 이 경우를 펑(중국어: 碰, 병음: pèng, 일본어: ポン 퐁[*]) 또는 커쯔(중국어: 刻子, 병음: kèzǐ)라고 한다.
3. 동일한 패 4개를 확보할 경우, 깡(중국어 정체자: 槓, 병음: gàng)을 선언한 경우. 이 경우를 깡쯔(중국어 정체자: 槓子, 병음: gàngzǐ)라고 한다.

- 예 :  또는 와 같은 조합이 한 조가 될 수 있다.

친이 자신의 패를 하나 버리면서 게임을 시작한다. 그 이후 반시계방향, 즉 동남서북 순서로 각자 패산에서 패를 하나씩 집어온 후, 자신이 가지고 있는 14개의 패 중에서 하나를 버린다. 일본마작과 한국마작의 경우 버린 순서와 버린 사람을 알 수 있게 각자의 앞에 정리하며, 중국마작의 일부 룰에선 한 장소에 구별할 수 없게 섞어 둔다. 다른 이가 버린 패를 가져올 수 있는 경우는 다음의 조건이 성립할 때이다.
1. 자신의 차례가 오기 직전 좌측 사람이 버린 패와 나의 패 두 개가 합쳐져서 슌쯔가 되는 경우 (츠)
2. 어떤 이가 버린 패와 동일한 나의 패 두 개가 합쳐져서 코쯔가 되는 경우 (펑)
3. 내가 펑을 한 코쯔와 동일한 패를 패산에서 가져와 내가 깡을 선언한 경우. (밍깡)
4. 내가 확보한 펑쯔가 아닌 코쯔와 동일한 패를 다른 사람이 버릴 때 내가 깡을 선언한 경우. (다이밍깡)

다른 이의 패를 가져오는 경우는 그 패와 더불어 한 조가 되는 자신의 패를 공개하고, 자신의 패가 증가했으므로 하나를 버린다. 이러한 패를 가져오는 행위를 한 번이라도 한 상태를 운다(일본어: 鳴く 나쿠[*])라고 하고 한 번도 울지 않은 상태를 멘젠(중국어 정체자: 門前, 병음: ménqián)이라고 한다.
오르기 위해서 단 한 개의 패가 남았을 경우 방(중국어: 聴牌, 병음: tīngpái 팅파이[*])이라 한다. 이 상태에서 오를 수 있는 조건은 다음과 같다.
1. 역이 성립되어야 한다. 도라를 제외하고 한국마작의 경우 2판, 일본마작의 경우 1판 이상의 역이 있어야 한다.
2. 모자라는 그 하나의 패를 누군가 버리거나(론오름) 또는 자신이 그 패를 패산에서 가져오게 되는 순간(쯔모오름)에 오를 수 있다.

누군가 오르면 그 판이 종료되고 패를 공개해 점수를 계산한다. 단, 론오름일 경우 후리텐이 아니어야 한다.
한 번도 울지 않은 상태에서 팅파이 상태가 되면 엎어(중국어: 立直, 병음: lìzhí 리즈[*], 일본어: リーチ 리치[*])를 선언할 수 있다. 이때 일본마작의 경우, 자신의 1000점 점수봉을 내어 놓아야 하는데, 보유한 점수가 1000점이 되지 않으면 리치를 선언할 수 없다. 리치 선언 이후에는 조패를 바꿀 수 없고, 오를 때까지 가져온 패만 버리게 된다. 이 1000점은 그 판에서 오른 사람이 가져간다.

### 깡
보통은 3개의 패가 한 조를 이루지만, 깡을 선언하면 선언한 그 4개의 패는 특별히 한 조가 된다.
경기 도중에 다음의 상태가 되면 깡을 선언할 수 있다.
1. 자신의 손패에 동일한 패 4개가 있는 경우(안깡)
2. 내가 펑을 한 코쯔와 동일한 패를 패산에서 가져온 경우. (소명깡, 쇼우밍깡)
3. 내가 확보한 펑쯔가 아닌 코쯔와 동일한 패를 다른 사람이 버릴 경우. (대명깡, 다이밍깡)

깡은 펑 · 치와 마찬가지로 패를 공개한다.
깡을 선언하면 게임에서 쓰이는 패가 하나 부족해지므로 영상패 좌측에서 패를 하나 가져오고, 도라 표지패를 하나 더 뒤집어 도라를 늘린다. 한 사람이 네 번 깡을 선언한 후 오르면 그 사람은 역만이 되고(스깡쯔), 여러 사람에 의해 총 네 번 깡을 선언하면 유국이 된다.

### 후리텐
후리텐(振聴)의 상황이 되면 론오름을 할 수 없다. 후리텐은 다음의 경우가 있다.
1. 텐파이 상태에서 내가 버린 패 중에 내가 오를 수 있는 패가 있는 상황에서 다른 사람이 그 패를 버린 경우.(이를 근거로 패를 버리는 사람은 어떤 패를 내어서 론 당하지 않을지 판단할 수 있다.)
2. 누군가 오름패를 버렸는데, (역이 없는 등의 이유로) 그냥 흘려보냈을 경우 다시 자기차례가 되기 전까지의 경우. 이 경우 상대방이 어떤 패를 내 놓아도 오를 수 없다. 패가 한바퀴 돌고 자신이 쯔모를 한 후엔 해제된다.(일시적인 후리텐)
3. 리치 이후에 실수로 누군가 오름패를 내 놓았는데 그냥 흘려보냈을 경우. 이 경우 상대방이 어떤 패를 내 놓아도 오를 수 없다. 이 경우 리치는 패를 바꿀 수 없으므로 오르려면 자신이 패산에서 오름패를 가져오는 수밖에 없다.

### 쵼보
모든 형태의 반칙을 쵼보(일본어: チョンボ, 錯和, 冲和)라 한다. 예를 들어 다음과 같은 경우가 있다.
1. 자신의 손패가 역이 하나도 형성되지 않았는데 오름을 선언 하는 경우.
2. 오름패가 아닌 패가 나왔을 때, 론을 선언 하는 경우.
3. 팅파이 상태가 아닌데 리치를 선언 하는 경우.
4. 후리텐 상태에서 론을 선언 하는 경우.

이 밖에도 다양한 형태의 쵼보가 있고, 이를 어떻게 처리하는가는 경기전 플레이어간의 논의가 필요하다.

### 유국
마지막 패를 가져온 사람이 패를 하나 버릴 때까지 아무도 오르지 못하면 유국이 된다. 이때, 역의 성립에 상관없이 텐파이 상태가 된 사람이 그렇지 못한 사람에게 점수를 받는다. 한 명이 팅파이면 나머지 세 사람에게 1000점씩, 두 명이 팅파이면 팅파이인 사람이 각자 1500점씩, 세 명이 팅파이면, 한 명에게 각 1000점씩 받는다. 즉, 판 전체에 이동하는 점수가 3000점이 되도록 맞춘다.
도중 유국은 경기 중간에 유국이 되는 현상을 말한다. 다음의 경우가 있다.
사풍연타(四風連打)펑,츠,깡이 한 번도 나오지 않은 상태에서 첫 번째 패가 나오고 있을 때, 네 사람이 동일한 풍패를 버리면 성립한다.
구종구패(九種九牌)구종구패란 츠,펑,깡이 없는 첫쯔모(친은 배패)로 요구패가 9종류 이상일 때 성립한다. 구종구패인 경우, 유국시킬지 어떨지의 판단은 자신이 결정한다. 유국시키고 싶지 않다면, 그대로 속행할 수 있다.
사개깡(중국어 정체자: 四開槓, 병음: sìkāigàng 쓰카이강[*])2사람 이상의 깡의 총합이 4회가 될 때 성립한다.
4인리치네 명이 모두 리치를 선언한 경우에 성립한다.
삼가화(三家和)세 명이 동시에 나머지 한 명이 버린 패에 대해 론을 선언하는 경우이다. 이 경우 유국을 할지는 경기 전 플레이어 간의 논의가 필요하다.

### 친의 변경
누군가 오르게되어 점수계산이 끝나면 한 게임이 끝난다. 오른 사람이 친인 경우 계속 친의 역할을 하고(연장), 오른 사람이 친이 아닐 경우, 반시계 방향으로 다음 사람에게 친의 역할이 넘어간다. 유국일 경우 친이 다음 사람으로 넘어갈지는 경기 전 플레이어 간의 논의가 필요하다.

### 바람
경기자 네 명에게는 각자의 바람(風)이 있다. 친의 바람이 항상 동풍이고, 반시계 방향으로 동남서북의 바람이 할당된다. 또한 판 전체를 지배하는 바람이 하나 더 할당된다. 판 전체의 바람이나 자신의 바람에 해당하는 풍패를 코쯔로 확보하면 1판의 역(역패 중 자풍패)이 성립한다. 판 전체의 바람과 자신의 바람이 일치하는 경우는 2판의 역(역패 중 자풍패와 장풍패 - 더블동, 더블남 식의 표현도 사용된다.)이 성립한다. 친이 바뀌면 바람이 바뀐다.
네 명이 친을 전부 한 번씩 한 이후에는 판 전체의 바람이 동남서북의 순서로 변경되어 판 전체의 바람이 네 번 바뀌면(즉, 연장을 제외하고 총 16게임을 하면) 1장이 된다. 이것은 경기 시간이 너무 오래 걸리므로 보통 동풍과 남풍까지만 하는 반장전, 또는 동풍만 하는 동풍전을 주로 한다.

### 도라
오른 이후 마지막으로 역을 계산할 때, 도라(일본어: ドラ)가 있으면 도라의 개수만큼 역의 수를 늘려준다.
한국 마작에서는 오르기 위한 마지막 패를 '겐쇼'라 하여 이 패가 일본마작의 도라역할을 한다. 그러나 일본 마작에서는 도라의 역할을 하는 패가 따로 있다. 쓰이지 않는 영상패의 14개 패 중 왼쪽 3번째 패를 공개하고 그 패가 도라표지패가 된다. 도라표지패와 도라의 관계는 다음과 같다.
1. 1~8까지의 수패일 경우 : 그 다음 번호의 패가 도라패가 된다. (예 : 도라표지패가 7통이면 도라는 8통)
2. 도라표지패가 9일 경우는 1이 도라가 된다.
3. 풍패가 도라표지패가 되면 동-남-서-북-동의 순서로 다음패가 도라패가 된다 (예 : 도라표지패가 북풍이면 도라는 동풍)
4. 삼원패가 도라표지패가 되면 백-발-중-백의 순서로 다음패가 도라패가 된다. (예 : 도라표지패가 발패가 되면 도라는 중)

마작패에 따라 수패중 5번이 붉은 색인 경우가 있다(아카도라). 이 패는 도라표지패에 관계없이 항상 도라로 인정한다.
리치이후 오르면 도라표지패의 아래쪽에 있는 패도 도라표지패로 인정한다. 이를 뒷도라(일본어: 裏ドラ 우라도라[*])라고 한다.
깡에 의해 도라가 늘어나고, 도라표지패가 동일한 패가 나오면 그에 해당하는 도라패는 배로 계산한다. 깡에 의한 뒷도라는 인정하지 않는 사람도 있으므로 경기전 플레이어간의 논의가 필요하다.
도라와 아카도라, 우라도라가 겹칠 경우 역이 세 판까지 늘어난다.

### 부가 룰
다음 룰은 선호하는 사람도 있고 그렇지 않은 사람도 있으므로, 게임에 적용의 여부는 경기전 플레이어간의 논의가 필요하다.
쿠이탕(喰いタン)울어서 탕야오 역을 만드는 경우. 재미를 위해 이를 1판으로 인정하지 않는 사람도 많으므로 경기전 플레이어간의 논의가 필요하다.
선하네(일본어: 頭ハネ 아타마하네[*])한 명이 버린 패를 두 사람 이상이 론 했을 경우, 패를 버리는 순서로 먼저 버리는 쪽만을 오르는 것으로 인정하는 룰이다. 선하네를 인정하는 플레이어도 있고, 역만만 예외로 하는 플레이어도 있고, 아예 없이 하는 사람도 있다.
더블 론, 트리플 론아타마하네와는 반대로 두명, 세명의 론을 인정한다. 이 경우 쏘임당한 플레이어는 쏜 플레이어에게 각각 점수만큼의 점봉을 넘겨야 한다. 더블 론만 인정하는 경우도 있고, 트리플 론까지 인정할 수도 있다.
우마(ウマ)점수에 상관없이 순위에 따라 추가적으로 지불하거나 받는 룰이다. 4위가 1위에게, 3위가 2위에게 보너스로 점수를 더 지급하므로 이 룰이 적용되면 점수의 절댓뿐만 아니라 순위에 따라서도 결과가 변한다.
와레메(割れ目)최초 패산을 가르는 부분에 앉은 사람의 수입/지출을 2배로 하는 룰.
아오텐조(일본어: 青天井)판수에 관계없이 끝까지 점수계산을 하는 룰. 역만의 제한이 없으므로 점수의 상한이 없다. 점수가 지나치게 높게 나오는 경우가 있으므로 거의 쓰지 않는다.
영상개화책임지불(嶺上開花責任払い)남이 버린 패로 깡을 한 후 영상개화를 하면, 해당 패를 버린 자가 책임지불을 하는 룰이다.
야키토리(일본어: 焼鳥)대전이 끝날 때까지 한 번도 오르지 못한 사람에게 벌점을 부과하는 룰.
남입(南入)/서입(西入)/북입(北入)전원이 마이너스 점수로 시작하는 게임에서 판 바람이 끝날 때까지 아무도 플러스가 되지 못할 경우 다음 판 바람으로 넘어가는 룰. (아래쪽 점수계산의 반환 항목 참조)
2판묶기(２翻しばり)5연짱 이후에는 2판 이상의 역으로만 오르도록 하는 룰.
들통(일본어: ドボン 도봉[*])경기 도중에 누군가의 점수가 0점 이하로 내려가는 경우 게임이 종료되는 룰.
십삼불탑(十三不搭)이전에 펑, 츠, 깡이 없이, 첫 쯔모에서 어떤 패가 추가되어도 펑, 츠, 깡을 할 수 없고 오직 또이츠 하나만 있는 경우를 십삼불탑이라 한다. 이 십삼불탑을 역만으로 인정하는 플레이어도 있으나 거의 사용되지 않는다.

## 점수계산
점수는 경우에 따라 지불하는 방식이 다르다.
1. 론오름일 경우 : 론을 당하는 사람이 오른 사람에게 나머지 사람이 지불해야하는 모든 점수를 지불한다.
2. 친의 쯔모오름일 경우 : 나머지 세 사람이 3분해서 지불한다.
3. 자의 쯔모오름일 경우 : 친은 전체의 절반을 지불하고 나머지 두 사람은 1/4씩 지불한다.

친이 오를 경우는 자가 받는 점수의 1.5배를 받는다.
번수 계산법과 부·번 계산법이 있다. 어느 점수법을 쓸 것인지는 경기전 플레이어간의 논의가 필요하다.

### 번수 계산법 (약식)
역의 판수만 계산해서 오른 사람은 다음의 점수를 받는다. 친의 경우는 아래 제시한 점수의 1.5배가 된다. 암기하기 쉽고 계산이 빠르다.
- 1판 : 1000점
- 2판 : 2000점
- 3판 : 4000점
- 4, 5판(만관;満貫) : 8000점
- 6, 7판(하네만;跳満) : 12000점
- 8, 9, 10판(배만;倍満) : 16000점
- 11, 12판(삼배만;三倍満) : 24000점
- 13판 이상(역만;役満) : 32000점

### 부·번 계산법 (정식)
5판 이하에서는 먼저 부를 계산한다.계산후 역의 조합이 3판 70부 4판 40부 5판이 되면 만관이 되고 이후는 부를 계산하지 않고 약식계산과 동일하게 오직 판수로만 점수를 매긴다.

#### 부 계산법
다음 조건들을 조합해 부를 총합한다.
치또이츠의 경우 별도의 계산없이 고정부수로 취급하는 것이 보통이나 경기전 플레이어간의 논의가 필요하다.
- 부저(副底) : 오르면 무조건 기본 20부에서 시작한다.
- 오름 : 멘젠론의 경우 10부 추가, 쯔모오름의 경우 2부 추가된다.
- 작두(雀頭) : 머리를 이루는 또이츠가 삼원패 또는 자신의 바람 또는 판의 바람이면 2부가 추가된다.
- 슌쯔 : 슌쯔는 모두 0부이다.
- 코쯔 : 중장패는 4부, 요구패는 8부이고, 퐁을 선언한 코쯔는 2로 나눈다.
- 깡 : 중장패는 16부, 요구패는 32부이고, 바깥깡인 경우 2로 나눈다.
- 대기(일본어: 待ち 마치[*]) : 텐파이 이후 어떤 상태로 마지막 패를 기다리냐에 따라 추가된다.

1. 단기팅(탄키마치) : 2부 - 4개의 조를 모두 완성하고 머리를 이루는 뚜이츠의 완성을 기다리는 텐파이
2. 간짱팅(칸챵마치) : 2부 - 3개의 조와 머리를 완성하고 마지막 슌쯔의 가운데 숫자를 기다리는 텐파이
3. 변짱팅(펜챵마치) : 2부 - 3개의 조와 머리를 완성하고 마지막 슌쯔에 12를 가지고 3을 기다리거나, 89를 가지고 7을 기다리는 텐파이
4. 양면팅(량멘마치) : 0부 - 3개의 조와 머리를 완성하고 마지막 슌쯔에 두 가지 숫자를 기다리는 텐파이
5. 쌍봉팅(샤보마치) : 0부 - 3개의 조를 완성하고 두 개의 뚜이츠를 두고 둘 중 한쪽 코쯔의 완성을 기다리는 텐파이

부를 총합한 후, 일의 자리는 올림하면 부의 계산이 끝난다. (따라서 부는 항상 10의 배수)

#### 역과의 종합
부를 계산한 다음, 올랐을 때 최종적인 역의 판수와 종합해 점수를 매긴다. 이 관계를 표를 암기하고 하는 것이 보통이나 다음과 같이 계산하기도 한다. 부를 a, 판수를 b라 할 때,
기본 점수 = {\displaystyle a\times 2^{b+2}}
자에게 론을 당하면 기본점수의 4배, 친에게 론 당하면 기본점수의 6배를 내면 된다. 마지막 점수 지불할 때 십의 자리는 올림한다.
자가 쯔모오름을 하면 각자 기본점수의 1배, 친은 2배를 내고, 친이 쯔모오름을 하면 각자 기본점수의 2배씩 내면 된다.

### 반환
친이 모든 사람을 돌아 최종적으로 게임이 종료되었을 때, 경기전 정한 반환 점수를 토대로 청산을 한다. (우마가 있을 경우 우마를 적용한다) 반환점수는 경기 시작점수보다 항상 높게 설정되어 있으므로, 반환점수를 설정하면 사실상 모든 경기자는 음수의 점수를 가지고 경기를 시작하는 셈이다. 2,3,4위는 반환점수를 뺀 값을 1000으로 나눈 값이 획득한 점수(보통 음수)가 되고, 1위는 2,3,4위가 잃은 점수 만큼 얻어 총점수가 영점이 되게 한다.
예를 들어 25000점을 가지고 시작하는 게임에서 30000점이 반환점이라고 할 때, 최종 1위 34000점, 2위 25000점, 3위 21000점, 4위 20000점 이라고 가정하자. 2위는 반환점에서 5천이 모자라므로 -5, 3위는 -9, 4위는 -10 이 되고 1위는 이를 모두 상쇄하는 5+9+10 = +24점이 된다.
아무도 반환점이 되지 못했을 경우 판 전체의 바람이 다음 바람으로 넘어가는 룰도 있다.

## 역
4개의 조와 한 개의 또이츠로 총 14개의 패를모았다고 해서 항상 오를 수 있는 것이 아니라, 오르기 위해서는 역이 성립해야 한다. 역을 세는 단위는 '판(중국어 간체자: 翻, 병음: fān, 일본어: 翻 한[*])'을 주로 쓰고, 역이 성립하는 조건이 동시에 발생하는 경우는 덧셈을 한다. 오르기 위해서는 도라를 제외하고 한국마작의 경우 적어도 2판, 일본 마작의 경우 적어도 1판의 역이 필요하다.
아래는 일본 마작에서 쓰이는 역을 나타낸 것이고, 삭수패가 든 역을 모두 제외하면 한국 마작의 역이 된다.

### 1판
리치(일본어: 立直, リーチ ← 중국어 정체자: 立直, 병음: lìzhí 리즈[*])멘젠(중국어 정체자: 門前, 병음: ménqián) 상태에서 텐파이에 이르면 1000점을 내고 선언하는 경우. 더 이상 손패를 바꿀 수 없다.
일발(일본어: 一発)리치 직후 자기차례가 오기 전에 론을 하거나, 리치 직후 첫 쯔모에서 오름패를 가져왔을 경우.
문전청자모화(중국어 정체자: 門前清自摸和, 병음: ménqiánqīngzìmōhé 먼쳰칭쯔모허[*])멘젠 상태에서 쯔모로 오르는 경우.
단요, 단요구(断么九), 탕야오중장패 만으로 오르는 경우. 울어서 탕야오를 만드는 경우를 쿠이탕(喰いタン)이라고 하는데, 이것을 역으로 인정하지 않는 플레이어도 있으니 경기전에 플레이어간의 논의가 필요하다.
평화(중국어: 平和, 병음: pínghé 핑후[*])멘젠 상태에서 모든 조가 슌쯔이고, 또이츠가 역패를 이루는 패가 아닌 상태에서 양면대기이어야 한다.
일배구, 쌍둥이치(이페코, 一盃口)멘젠 상태에서 동일한 슌쯔 두 개를 확보한 경우.
역패(일본어: 役牌 야쿠하이[*])삼원패 또는 자신의 바람 또는 판 전체의 바람 중 하나로 코쯔를 만드는 경우.
영상개화(중국어 정체자: 嶺上開花, 병음: lǐngshàngkāihuā 링상카이화[*])깡을 한 이후 영상패에서 가져온 추가패로 오르는 경우.
챵깡(중국어 정체자: 槍槓, 병음: qiānggàng)다른 사람의 쇼우밍깡에 대해 론을 하는 경우.
해저모월(중국어: 海底摸月, 병음: hǎidǐmōyuè 하이디모유에[*])패산의 마지막 패를 쯔모하여 오르는 경우.
하저로어(중국어: 河底撈魚, 병음: hédǐlāoyú 허디라오위[*])패산의 마지막 패를 쯔모한 사람이 버리는 패로 오르는 경우.

### 2판
삼색동순(三色同順)만수패, 삭수패, 통수패의 숫자가 동일한 세 슌쯔를 모으는 경우. 울었을 때는 1판.
예 : 
흔히 '삼색' 이라 할 경우 삼색동순을 뜻한다.
일기통관(일본어: 一気通貫 잇키츠칸[*]), 일통(일본어: 一通 잇츠[*])동일한 종류의 수패로 1부터 9까지 확보한 경우. 울었을 때 1판.
예 : 
혼전대요구(混全帯么九), 챤타또이츠와 각 조에 모두 요구패가 하나 이상씩 들어간 경우. 울었을 때 1판. 혼노두와는 중복되지 않는다.
예 : 
칠대자(일본어: 七対子, 치또이츠)또이츠만 7개를 모아 14개의 패를 만든 경우. 역의 구조상 울 수 없다. 동일한 4개의 패는 두 개의 또이츠가 될 수 없다. 량뻬코와 조합할 수 없다.
예 : 
대대화(일본어: 対々和, 또이또이)4개의 코쯔를 완성하는 경우. 울어도 상관없음.
예 : 
삼암각(중국어: 三暗刻, 병음: sānànkè 산안커[*])울지 않은 3개의 코쯔를 완성하는 경우. 4개 다 울지 않을경우 역만인 사암각이 된다. 론으로 커쯔를 완성해서 날 경우 안커가 아니라 밍커이므로 주의해야 한다.
예 :  
혼노두(混老頭, 혼로토)요구패만으로 완성하는 경우. 항상 또이또이나 치또이츠와 겹치므로 실제로는 도합 4판 이상이 된다. 챤타와는 중복되지 않는다.
예 :
- 또이또이-
- 치또이츠-

삼색동각(三色同刻)숫자가 동일한 3개의 코쯔를 완성하는 경우.
예 : 
소삼원(일본어: 小三元 쇼산겐[*])삼원패 중 두 개로 코쯔를 완성하고 나머지 하나로 뚜이츠를 만드는 경우. 두 개의 삼원패가 역패이므로 실제로는 도합 4판이 된다.
예 : 
삼공자(중국어: 三槓子, 병음: sāngàngzǐ 산깡쯔[*])3개의 깡을 완성하는 경우.
더블리치(不知不立直, ダブル立直, 兩立直)첫 쯔모에서 텐파이가 되어 리치를 선언하는 경우.
오픈리치리치를 선언시 자신의 오름패 또는 모든 패를 공개한다. 더블리치와 함께 할 경우 세판이 된다.

### 3판
혼일, 혼일색(일본어: 混一色 혼이츠[*], 병음: hùnyīsè 훈이써[*])자패와 한 가지 수패만으로 역을 완성하는 경우. 울었을 때 2판.
예 : 
순전대요구(純全帯么九), 준쨩또이츠와 각 조에 모두 노두패가 하나 이상씩 들어간 경우. 울었을 때 2판.
예 : 
양배구(兩盃口),량페코이페코(一盃口)를 두 개 만든다. 울면 인정하지 않는다.
예 : 

### 6판
청일, 청일색(일본어: 清一色 친이츠[*], 병음: qīngyīsè 칭이써[*])한 가지 수패만으로 역을 완성하는 경우. 울었을 때 5판.
예 : 

### 역만
역만은 최고 점수로서 이 이상의 점수는 없다. 그러나 역만이 여러개 겹칠 경우 더블역만 등을 인정하는 경우가 많다. 경기전 플레이어간의 논의가 필요하다.
국사무쌍(일본어: 国士無双 코쿠시무소[*])13개의 모든 요구패가 하나씩 있고, 추가로 아무 요구패가 하나 더 있는 경우. 역의 구조상 울 수 없다. 모든 요구패를 먼저 획득한 후, 요구패를 하나 더 기다리는 상태(국사무쌍 13면팅)에서 오르면 더블역만으로 인정하는 룰이 있다.
예 : 
사암각(중국어: 四暗刻, 병음: sìànkè 쓰안커[*])모든 조가 울지 않은 코쯔가 된 상태. 조건상 울 수 없다. 모든 코쯔를 완성한 단기대기 상태(사암각 단기)에서 오르면 더블역만으로 인정하는 룰이 있다. 샤보대기 상태에서 론 오름을 할 경우에는 사암각이 성립되지 않는다.(이때는 또이또이+삼암각)
예 : 
대삼원(일본어: 大三元 다이산겐[*])세 개의 삼원패를 모아 세 개의 코쯔를 만든 상태.
예 : 
자일색(중국어: 字一色, 병음: zìyīsè 쯔이써[*])자패만으로 역을 완성한 상태.
예 : 
소사희(小四喜)세 개의 바람패로 세 개의 코쯔를 만들고, 나머지 한 바람으로 또이츠를 만든 상태.
예 : 
대사희(大四喜)네 개의 바람패로 네 개의 코쯔를 만든 상태. 이것은 더블역만으로 인정하는 룰이 있다.
예 : 
녹일, 녹일색(중국어 정체자: 緑一色, 병음: lǜyīsè 류이써[*])삭수패의 붉은 색이 들어가지 않은 패(즉, 2,3,4,6,8)과 삼원패 중의 발패 만으로 완성한 상태. 발패가 없으면 청일로 취급하는 사람도 있으니 경기전 플레이어간의 논의가 필요하다.
예 : 
청노두(중국어 정체자: 清老頭, 병음: qīnglǎotóu 칭라오터우[*])노두패 만으로 완성한 상태.
예 : 
구련보등(九蓮宝燈)만수패의 1이 3개, 9가 3개, 나머지 2부터 8까지가 하나씩 있고, 아무 만수패가 하나 더 있는 상태. 마지막의 추가적인 만수패 하나만 남겨놓은 상태로 텐파이해서 오르면 순정구련보 등으로 더블역만으로 인정하는 룰이 있다. 멘젠 한정. 만수패가 아닌 다른 수패로 완성하는 경우를 인정하는 사람도 있으므로 경기전 플레이어간의 논의가 필요하다.
예 : 
대차륜(大車輪)2부터 8까지의 통수패만으로 치또이츠를 만드는 경우. 이 역을 인정하지 않는 사람도 있고, 통수패가 아닌 다른 수패로도 완성하는 경우를 인정하는 사람도 있으므로 경기전 플레이어간의 논의가 필요하다.
예 : 
사공자(중국어: 四槓子, 병음: sìgàngzǐ 쓰깡쯔[*])깡을 혼자 4회하여 오른 상태.
천화(중국어: 天和, 병음: tiānhé 톈허[*])친이 첫 배패를 받은 상태에서 오르는 경우.
지화(중국어: 地和, 병음: dìhé 띠허[*])친이 아닌 사람이 첫 쯔모를 한 상태에서 오르는 경우.
팔연짱(八連荘)한 플레이어가 유국없이 연속하여 여덟번 이기는 경우. 인정하지 않는 경우도 있으므로 경기전 플레이어간의 논의가 필요하다.
헤아림 역만(일본어: 数え役満 카조에 야쿠만[*])여러 가지 역이 겹쳐 판수의 총합이 13판 이상을 넘기는 경우. 극히 드물지만 인정하지 않고 삼배만으로 간주하는 경우도 있다.

### 특수역
- 인화(人和) : 첫 배패를 받아 텐파이인 상태에서 첫 쯔모를 하기 전에 펑, 츠, 깡 없이 누군가 오름패를 버리는 경우. 인정하지 않는 사람도 있고, 작게는 만관에서 크게는 역만으로 계산하는 사람 등 다양하므로 경기전 플레이어간의 논의가 필요하다.
- 유국만관(流し満貫) : 경기 마지막 유국이 될 때까지 요구패만 버렸고, 버린 패가 펑, 츠, 깡을 당하지 않은 상태. 멘젠 한정.

## 대중 문화

### 영화
- 쿵푸 마작 3 雀聖3自摸三百番 (홍콩, 2007)
- 타작영웅전 打雀英雄傳 (홍콩, 2006)
- 쿵푸 마작 2 雀聖2自摸天后 (홍콩, 2005)
- 쿵푸 마작 雀聖 (홍콩, 2005)
- 소년도성 少年賭聖 (홍콩, 2003)
- 릭코릭코 신년재 嚦咕嚦咕新年財 (홍콩, 2002)
- 마작비룡 麻雀飛龍 (홍콩, 1996)
- 마작방랑기 麻雀放浪記 (일본, 1984)
- 타작영웅전 打雀英雄傳 (홍콩, 1981)

### 애니메이션/만화
- 마작의 제왕 테츠야 勝負師伝説哲也 (TV 아사히, 2000)
- 투패전설 아카기 闘牌伝説アカギ (닛폰 TV 방송망, 2005)
- 사키 咲-Saki- (TV 도쿄, 2009)
- 사키 咲-Saki- : 아치가편 -Episode of Side A- (TV 도쿄, 2012)
- 사키 咲-Saki- : 전국편 [全国編] (TV 도쿄, 2014)
- 도박묵시록 카이지 賭博黙示録カイジ (연재중)
- 무코우부치 むこうぶち 高レート裏麻雀列伝 (연재중)

## 관련 사이트
- 천봉
- 디시인사이드 마작 갤러리 (공식)
- 작룡문
- 조프위키의 마작 페이지
- 동영상 기초 마작 강좌[깨진 링크(과거 내용 찾기)]
- A클래스 마작(Aクラス麻雀)[깨진 링크(과거 내용 찾기)]
- 마작의 참새용.com
- 마작 안드로이드[깨진 링크(과거 내용 찾기)]
- 마작 온라인 게임